# Корніївка (Лубенський район)
Корні́ївка — село в Україні, у Лубенському районі Полтавської області. Населення становить 545 осіб. Входить до складу Гребінківської міської громади.

## Географія
Село Корніївка знаходиться на лівому березі річки Гнила Оржиця, вище за течією на відстані 0,5 км розташоване місто Гребінка, нижче за течією на відстані 1 км розташоване село Березівка, на протилежному березі - села Загребелля, Гулаківка та Покровщина.

## Історія
Корніївка має давню історію свого існування. Лубенський історик М.Г. Астряб в своїй праці «Малороссийский Лубенский полк» так писав про неї: «Корніївка село, показане вже на карті Боплана (1650 року на його карті вона показана селом); але замість неї на більш високому і більш зручному місці, за 3 версти від неї, розвернувся хутір, влаштований Лубенським полковником Леонтієм Свічкою, який назвав цей хутір Городищем, а його нащадки навіть намагалися, у честь старшого Полковникова сина Василя, іменувати це Городище Васильковим.
Тепер це нове селище вже титулується містечком і в майбутньому, ймовірно, стане значним містом, так як до м. Городища примикає залізнична станція Гребінка, що стоїть на перетині двох великих залізничних ліній. Так часто слабке стає жертвою сильного і більш придатного людству.
Вже по ревізії 1721 р козаки Корніївського приписані до Городища, з припискою: «Городище пусте, Слобідка осажена в минулому 1690 році від полковника Свічки, а село Корніївка давнє, нератушне, (нератушна - нікім із козацьких старшин НЕ зайнята - прим, авт.) дана універсалом гетьмана Мазепи полковнику Свічці...»
Із приведеного запису видно, що на відміну від Городища, яке було заселено полковником Свічкою на пустому місці, Корніївку він одержав уже заселеною. Слід звернути увагу на те, що за ревізією (переписом) 1721 р. в Корніївці було 6 козацьких сімей і майже стільки ж посполитих (7 сімей). Це наводить на думку, що в далекі часи (коли Корніївка була селом) Корніївка була козацьким селом, яке внаслідок постійних війн з часом опустіло.
З 1648 р. почалася визвольна боротьба українського народу під проводом Богдана Хмельницького проти польського панування і після його смерті війна в Україні ще довго продовжувалась (був так званий період «Руїни»), Головними силами в цих війнах були козаки, які несли великі втрати. За тих чи інших обставин сім'ї залишали насиджені місця і поселялись в інших місцях. Все це не обійшло стороною і корніївських козаків, внаслідок чого село опустіло. Мабуть таку Корнівку одержав полковник Свічка.
За часів ревізії 1726 р., коли в Україні ще була гетьманська влада,; Свічки не побоялись ревізорам сказати правду, що Корніївка була одержана полковником Свічкою «давней деревией». А уже в часи ревізії 1767 р. володар Городища і Корніївки Петро Олексійович Свічка сказав ревізорам: «...деревня (Корнеевка) предками моїми на купленных и занятих ґрунтах осажена от сотворения мира в 1798 году 25 августа (в 1690 р. від Різдва Христового) жалованною грамотою полковнику Свечке».
Чому Петро Свічка пішов на обман ревізорів, визначивши час заснування Корніївки 1690 роком? Мабуть тому, що гетьманська влада в той час була скасована і царська влада в 1767 році організувала проведення ревізії силами військових на чолі з генералом (а з 1774 р. фельдмаршалом) Рум'янцевим, метою якої було: встановлення законності володіння маєтностями та величини їх доходностей. Якби Петро Свічка зізнався ревізорам, що Корніївка існувала давно і значна частина мешканців була козаками, то це могло б привести до втрати Свічками значної частини землі корніївської з передачею її «в казну». Адже козаки з їх землею не входили до поміщицької маєтності, вони були самостійними господарями.
За описом 1767 р. (який ще називався Рум'янцевським) в Корніївці було: 1 посполитський двір і бездвірних хат - 91. Серед прізвищ посполитих тут були: Бондаренко, Горбенко, Дузь, Журавленко, Кириченко, Коломієць, Кузьменко, Лемешенко, Лисенко, Литвин, Мороз, Мостовенко, Микитенко, Павленко, Педоряка, Підгірний, Радченко, Ринденко, Сисенко, Собко, Швець і багато інших.
Швидко зростала кількість населення Корніївки: за матеріалами сповідальних відомостей в 1774 році тут мешкало 620 чоловік обох статей, а в 1802 році - 840 чоловік.
Поля орної і сінокісної земель свічківської Корніївки простягались в довжину 9 верств 300 саженів, а в ширину - 8 верств 160 саженів. На цій землі висівалося в рік різного хліба до 150 чвертей (одна чверть містила в собі 152 кілограма зерна пшениці) і сіна становилось більше 80 скирт.
В 1802 р. помер Петро Олексійович Свічка, який залишив дітям велику спадщину. Господарями всіх свічківських маєтностей стали його сини Микола і Яків. Їх сестри: Марія Петрівна ще за життя батька стала дружиною статського радника Шимкова Ф.А., одержала в посаг 20 тисяч карбованців; Ганна Петрівна у 1803 році стала дружиною князя Уракова Ф.М., одержала в посаг від братів частину с. Короваїв, яку в свій час Свічки відсудили у Марковичів; Катерина Петрівна в 1804 р. стала дружиною надвірного радника Пригару Я.Г., у посаг від братів одержала 20 тис. крб.
Микола і Яків Свічки були марнотратами, вони не визнавали лічби грошам. В 1805 році за ними значилося боргів на загальну суму 205 тис. 465 крб.
У 1809 р. повітовий суд визнав Миколу Свічку неспроможним боржником. Війна проти Наполеона (1812- 1815 р.р.), у якій Микола Свічка брав участь як командир 6-го полку Полтавського ополчення, на деякий час затримала розтринькування і розтягування свічківських володінь. Після повернення з війни Микола Свічка продовжував розтринькувати свою частину спадщини, а після смерті брата Якова (1818 р.) - і його частину.
Корніївські землі були розтягнуті різними кредиторами: 1000 десятин землі придбав Г.І. Худолій (за борг Свічок у 54 тис. крб.), 400 дес. - дружина власника Щербаківки (нині с. Тарасівка) Є. Щербак (за борг у 10 тис. крб.), 400 дес. купили Янковичі, а у них у 1833р. купив С.Я. Яблунівський. Корніївські землі дістались також генеральшам Поліновій і Яхонтовій, поміщикам Лубенського повіту Боярському, Полторацькому, Троцькому і ін. Кредитори перепродували цю землю в роздріб іншим поміщикам, офіцерам у відставці і ін.
Пізніше на цих землях заснувались хутори Іванівський (нині с. Березівка), Корсаківка (нині с. Бесідівщина), Піщанського (на 1 км західніше Корсаківки), Свірського (у різні часи він називався хутором Щіпки, Довгозірщиною і був розташований на 1,5 км південніше Корсаківки); можливо, частина корніївських земель була прикуплена власниками сусідніх хуторів - Салівки (нині с. Ульяновка), Сотниківки (нині с. Жовтневе), Осаульщини і Олександрівни. Багато селян-кріпаків з Корніївки були продані в інші маєтності, і кількість населення тут набагато зменшилась. Якщо в 1808 р. по сповідальних відомостях у Корнивці налічувалося 827 чол. обох статей, то в 1827 р. тут залишилось всього 250 чол., а за переписом населення 1859 р. тут налічувалося всього 188 чол.
На час проведення реформи 1861 р. в Корніївці мешкали селяни, які належали поміщикам Яблунівським і Куракіну-Текелі (синові генеральші Яхонтової від третього шлюбу). У Яблунівських було 39 ревізьких душ (кількість душ чоловічої статі за переписом 1859 р.), яким продавалась земля в розмірі 64,875 дес., у тім числі 10,38 дес. присадибної.
Повільний ріст населення Корніївки в перші роки після реформи 1861 р. можна пояснити тим, що селяни ще не вийшли із шокового стану після огульного продажу землі і кріпаків свічківських маєтностей. Швидкому росту населення Корніївки 1910-1926 р.р. сприяли Столипінська реформа (1906 р.), а також передача частини панської землі селянам у перші роки радянської влади. Цей ріст загальмувався колективізацією в 1930 р. і голодомором 1932-1933 р.р.
У період з 1921 до 1923 р.р. проводились відчуження (експропріація) частини майна і будівель у заможних селян і передача їх бідним селянам. Були складені списки, у кого скільки коней, худоби чи будівель відбиралось і кому саме це передавалось. По Корніївці експропріації майна підлягали селяни: П.І. Нетрипайло, В.Г. Нетрипайло, П.А. Гавриш, П.П. Гавриш, Т.А. Охотник, Євдоким, Марко і Антон Безхлібні, П.С. Головко, Г.Д. Писанка, У.Є. Безвиненко, П.П. Якименко. Мабуть, більшість із них потім у 1930 р. була «розкуркулена» і вивезена на північ.
Оскільки цих заможних селян нікуди не висилали в 1921-1923 р.р. (вони продовжували жити в своїх садибах), то бідні селяни не наважувалися брати приписане їм чуже майно, а якщо доставили у їх двір це майно, то вони повертали його законному власникові. Керівники сільських рад і актив сіл зверталися в міліцію, прокуратуру і суд, щоб за їх допомогою виконати урядову постанову. Але марно.
В одній із відповідей судового органу (Полтавський облдержархів, фонд №5548, оп. 1 спр. 44) говорилось: «Настоящее дело, как относящееся осуществлению процесса раскулачивания, не подсудно судебным органам». Цей невдаліий досвід початку 1920-х років владні структури врахували в 1930 році: під озброєною охороною вивезли куркулів з їх сім'ями в ліси Вологодщини та інші північні місця, їх майно передали в створювані колгоспи, а будівлі - в сільради.
При Корніївці були хутори: Безхлібного, Хорольського і Яблунівського. Хутір Безхлібного вперше з'явився в списках Населених місць у 1910 р., у ньому тоді було 5 козацьких господарств і мешкало 38 чол. обох статей, в 1926 р. - 59 чол. Час його заснування - після Столипінської реформи 1906 р. Цей хутір знаходився між Корніївкою і ст. Гребінка. З ростом Корніївки будівлі її з'єдналися з хутором, тепер там проходить вулиця Гребінківська с. Корніївки.
Хутір Яблунівка (Яблунівський): в 1871 р. це була панська садиба поміщиків Яблунівських, у якій мешкало 7 чол. Хутір був розташований між Корніївкою і х. Іванівським (нині Березівка). В 1910 р. тут, крім панського двору, був один селянський двір і мешкало тут всього 35 чол. У 1913 р. тут побудовано новий панський будинок, у якому з 1919 по 1965 р.р. функціонувала Корніївська початкова школа.

Меморіальний комплекс

У роки Великої Вітчизняної війни відзначились уродженці с. Корніївка: генерал-майор Л.О. Мироненко (до війни був командиром полку, що дислокувався в Пирятині) і О.Т. Яценко, який став повним кавалером трьох орденів Слави.

## Економіка
- Виробничий комплекс «ВІНДЕЛЕКТРИК».

## Об'єкти соціальної сфери
- Дитячий садочок.